# Karzeł Wolarza III
Karzeł Wolarza III – zagęszczenie w halo Drogi Mlecznej, które może być rozerwaną, karłowatą galaktyką sferoidalną. Jest położone w gwiazdozbiorze Wolarza i zostało odkryte w 2009 roku dzięki analizie danych uzyskanych w projekcie Sloan Digital Sky Survey. Galaktyka znajduje się około 46 kpc od Słońca i oddala się od niego prędkością około 200 km/s. Posiada wydłużony kształt (stosunek osi 2:1) z promieniem około 0,5 kpc. Duży rozmiar i nieregularny kształt może oznaczać, że Karzeł Wolarza III jest w fazie przejściowej pomiędzy galaktyką związaną grawitacyjnie a układem zupełnie niezwiązanym ze sobą.
Karzeł Wolarza III jest jednym z najmniejszych i najsłabszych satelitów Drogi Mlecznej – jego jasność jest około 18 000 razy większa od słonecznej (absolutna wielkość gwiazdowa około -5,8), co jest jasnością o wiele mniejszą od jasności większości gromad kulistych. Masa Karła Wolarza III jest trudna do oszacowania, ponieważ galaktyka podlega procesowi rozrywania. W takim przypadku rozproszenie prędkości jej gwiazd nie ma związku z jej masą.
Gwiezdna populacja Karła Wolarza III składa się głównie z umiarkowanie starych gwiazd, uformowanych ponad 12 miliardów lat temu. Metaliczność tych starych gwiazd jest niska, na poziomie [Fe/H] = −2,1 ± 0,2, co oznacza, że zawierają co najmniej 120 razy mniej ciężkich pierwiastków niż Słońce. Karzeł Wolarza III może być źródłem gwiazd dla strumienia Styks w halo galaktycznym, który został odkryty razem z tą galaktyką.